# BioRxiv
bioRxiv (pronuncia "bio-archive") è un archivio online gratuito di articoli in versione preprint, dedicato alla biologia e alle scienze della vita.

## Storia
L'archivio è stato fondato da John Inglis e Richard Sever nel novembre 2013 ed è ospitato sul server del Cold Spring Harbor Laboratory (CSHL).
In quanto archivio di preprint, le pubblicazioni contenute in bioRxiv non sono state sottoposte a peer-review, ma ad un processo di analisi per escludere contenuti offensivi, non scientifici e per evitare il plagio.
bioRxiv si inspira all'archivio ad accesso aperto arXiv, dedicato alla fisica e discipline connesse, sviluppato nel 1991 dal fisico statunitense Paul Ginsparg (che fa parte anche del comitato scientifico di bioRxiv). Riceve supporto sia dal CSHL che dal Lourie Foundation. Inoltre da aprile 2017 riceve fondi dalla Chan Zuckerberg Initiative.
Prima dell'istituzione di bioRxiv, i biologi erano in disaccordo sul fatto di avere un archivio ad accesso aperto preprint dedicato. Molti erano preoccupati di perdere la titolarità delle scoperte. Tuttavia, diversi genetisti avevano già pubblicato articoli nella sezione di "Biologia quantitativa" del repository arXiv (lanciata nel 2003) e non avevano preoccupazioni, in quanto consideravano la pubblicazione della versione preprint come un modo per affermare la propria titolarità. «L’accesso esteso a queste bozze può accelerare drasticamente il ritmo delle scoperte e, di conseguenza, la nostra comprensione delle malattie», spiega il neuroscienziato Cori Bargmann, docente di genetica e neuroscienze presso l'Università Rockefeller di New York nonché presidente del comparto di scienze della Chan Zuckerberg Initiative.

## I vantaggi nell'uso di bioRxiv
Il fiorire degli archivi pre-print faceva temere che favorendo la circolazione di manoscritti senza il bollino di qualità della peer-review si sarebbe alimentata la produzione di cattiva scienza. Paradossalmente, almeno nel caso della genetica, sembra che per ora stia accadendo il contrario: bioRxiv è diventato anche un modo per vigilare sulla qualità delle pubblicazioni.
biorxiv ha numerose funzionalità. Gli autori possono taggare il loro articolo con la disciplina scientifica, inoltre possono scegliere se si tratta di "Nuovi risultati", di "Risultati di conferma" o di "Risultati contraddittori", a seconda che innovino, confermino o contraddicano risultati precedenti.
I ricercatori possono postare le nuove versioni riviste degli articoli e aggiungere links verso gli articoli pubblicati.
Come risultato della popolarità di bioRxiv, diverse riviste di biologia hanno aggiornato le loro politiche sui preprint.
Molte riviste pubblicate dalla Genetics Society of America, dalla Ecological Society of America, dal Nature Publishing Group o riviste come Science hanno cambiato le loro policy per permettere l'accesso aperto ai preprint.

## L'iniziativa bioRxiv to Journals
L'iniziativa bioRxiv to journal (B2J) consente agli autori di sottomettere i loro manoscritti direttamente alle riviste o al servizio di revisione paritaria attraverso bioRxiv.
Le riviste che partecipano direttamente a B2J sono numerose ed elencate sul sito.
Tra queste troviamo riviste come: Antimicrobial Agents and Chemotherapy, Biophysical Journal, Genetics, Genome Biology, PLOS ONE, Science.

## Incremento
Jocelyn Kaiser di Science  afferma che nei primi anni l'archivio ha attirato un modesto ma crescente numero di articoli, ovvero 824 preprints.  Nel febbraio 2016, l'inserimento in bioRxiv è rapidamente cresciuto da ~60 a ~200 articoli al mese, per un totale di 3100. Nel 2017 sono state inserite più di 11.000 pubblicazioni. Da gennaio a giugno 2018 sono state inserite più di 9.000 pubblicazioni per arrivare ad un totale maggiore di 26.000.

## Discipline
bioRxiv accetta articoli preprint nelle seguenti discipline:
- Etologia
- Biochimica
- Bioingegneria
- Bioinformatica
- Biofisica
- Biologia del Cancro
- Biologia cellulare
- Studio clinico
- Biologia dello sviluppo
- Ecologia
- Epidemiologia
- Biologia evolutiva
- Genetica
- Genomica
- Immunologia
- Microbiologia
- Biologia molecolare
- Neuroscienze
- Paleontologia
- Patologia
- Farmacologia e Tossicologia
- Fisiologia
- Botanica
- Comunicazione scientifica e Educazione
- Biologia di sintesi
- Biologia dei sistemi
- Zoologia